# 鄭昊 (嘉靖進士)
鄭昊（1524年—1578年），字祖欽，號閩原、又号閩源，廣東廣州府順德縣人，民籍，明朝政治人物。

## 生平
嘉靖二十八年（1549年）己酉科廣東鄉試第三十二名舉人。易一房，甲申十二月初十日生。嘉靖四十四年（1565年）中式乙丑科會試第二百五十名，三甲第二百零七名進士。工部观政，本年十月授江阴知县，丁忧。隆慶三年（1569年）二月复除海盐县，五年三月升南户部主事，万历二年（1574年）十一月升南工部郎中，五年正月升柳州知府，六年五月卒。

## 家族
曾祖鄭昌；祖父鄭振麒；父鄭漢奎，母陳氏。弟郑杲、郑景。